# イエナオプティック
2023年度（1 - 12月）の売上　（10億6600万ユーロ）
イエナオプティック（ドイツ語: JENOPTIK AG）はドイツ・テューリンゲン州、イェーナ（イエナ）に本社を置く世界有数の光学機器メーカーである。

## 概要
カール・ツァイスが東西ドイツ分断時代に分割され、東ドイツによって国有化されて設立された「人民公社カール・ツァイス・イエナ」（独: VEB Carl Zeiss JENA）の事業の一部をドイツ再統一後の1991年に引き継いで設立された企業である。
ドイツ語名JENOPTIKのカタカナ表記はイェノプティーク、もしくはイェノプティックが原音に近い。イェノプティク、イエンオプティック、また英語読みのジェノプティック、ジェンオプティックの表記もインターネットでは見られる。ただ、日本法人の登記上の名称はイエナオプティック（イエナオプティック　ジャパン株式会社）である。
イエナオプティックは2022年度より3事業に集約。Advanced Photonic Solutions（光学部品・光学機器）、Smart Mobility Solutions（交通管理システム）、Non-Photonic Portfolio Companies（非中核事業－自動車産業向け計測システム、自動化システム）になる。世界中で展開しており、主な顧客は半導体製造装置、電子機器、ライフサイエンス、医療機器、交通管理システムと多岐にわたる。
本社のイェーナを含めドイツ国内に7拠点、海外では80カ国以上で活動している。その中にはアルジェリア、オーストラリア、オーストリア、カナダ、チェコ、中国、フランス、英国、インド、日本、韓国、メキシコ、オランダ、スイス、シンガポール、スペイン、台湾、アメリカの現地法人も含まれる。
全世界での従業員は2023年12月末時点で4658人。2023年度（1 - 12月）の売上は10億6600万ユーロになる。光学部品・光学機器の事業で全体の77%（8億2120万ユーロ）、交通管理システムの事業で全体の11%（1億1880万ユーロ）、主に自動車産業向けで光学技術と関連性のない計測システム、自動化システム事業で全体の11%（1億2110万ユーロ）を占める。
1990年のドイツ再統一以降、市場経済に適応できなかった旧東ドイツの企業の淘汰が相次ぐ中、旧東ドイツに本社を置く企業としては例外で、1996年にフランクフルト証券取引所にも上場する。ドイツ株価指数 MDAX（中型株50銘柄）、TecDAX（技術系中型株30銘柄）の構成企業メンバーでもある。2023年現在 MDAX 50銘柄の中で旧東ドイツに本社を置く企業は2社、TecDAX 30銘柄の中では3社のみで、残りは旧西ドイツに本社もしくは主要拠点を置く企業である。統一後、30年以上過ぎる現在でも厳しい東西格差の現実が垣間見える。
2017年5月より Dr. Stefan Traeger がCEOに就任。初の旧東ドイツ出身の CEO となる。旧東ドイツのイェーナに本社を置きながら、1991年の設立以来、Lothar Spaeth (1991 -)、Alexander von Witzleben (2003 -)、Dr. Michael Mertin (2007 -) と過去の CEO は全員旧西ドイツ出身であった。
ウェブサイト(www.jenoptik.com) は英語・ドイツ語のみであったが多言語化にも取り組む。2017年5月より中国語、9月より日本語、2018年1月より韓国語での公開を開始する。

## 沿革

### 創業－第二次世界大戦 (Carl Zeiss)

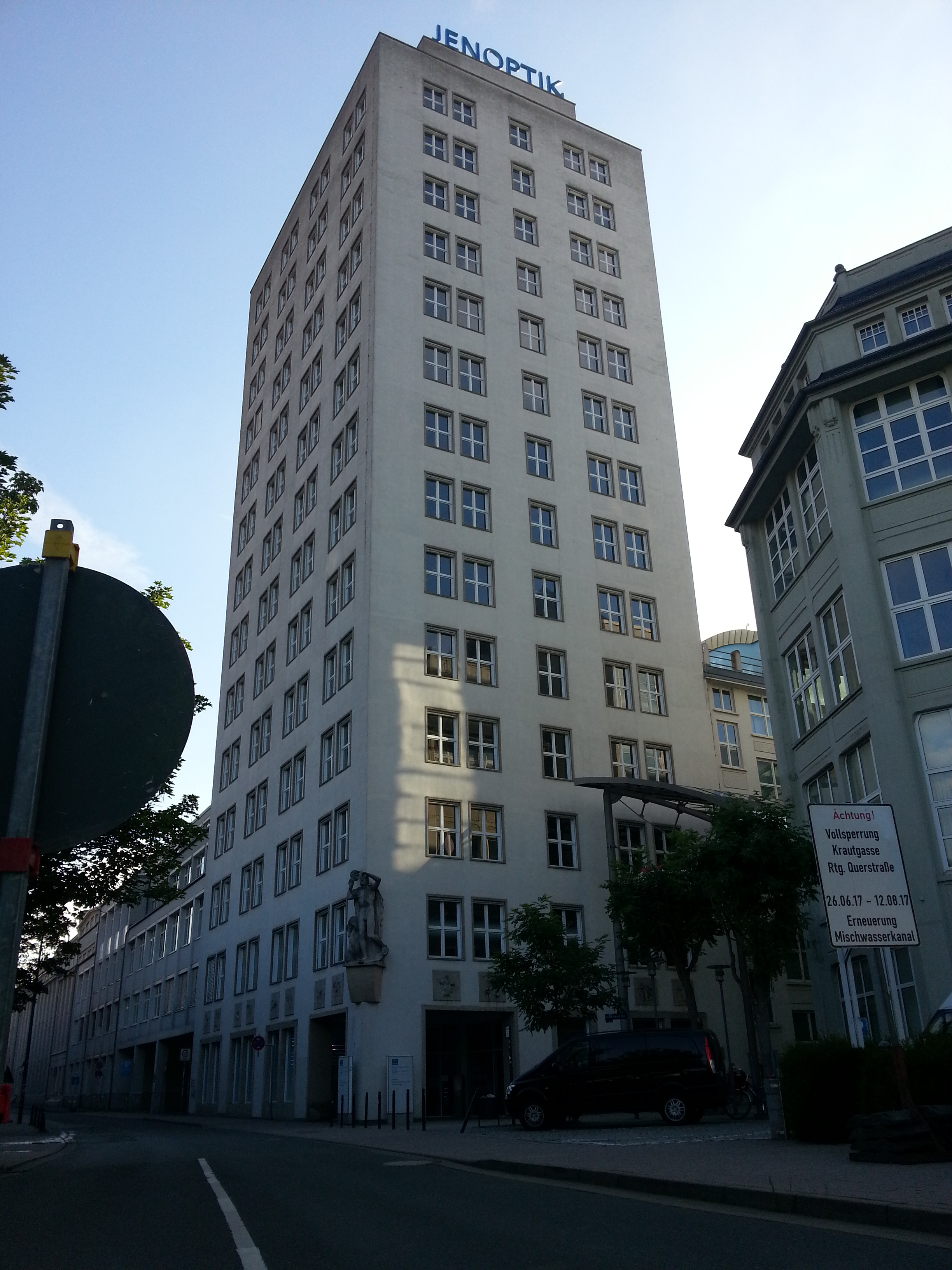
イエナオプティック本社（イェーナ Carl-Zeiss-Strasse から撮影）

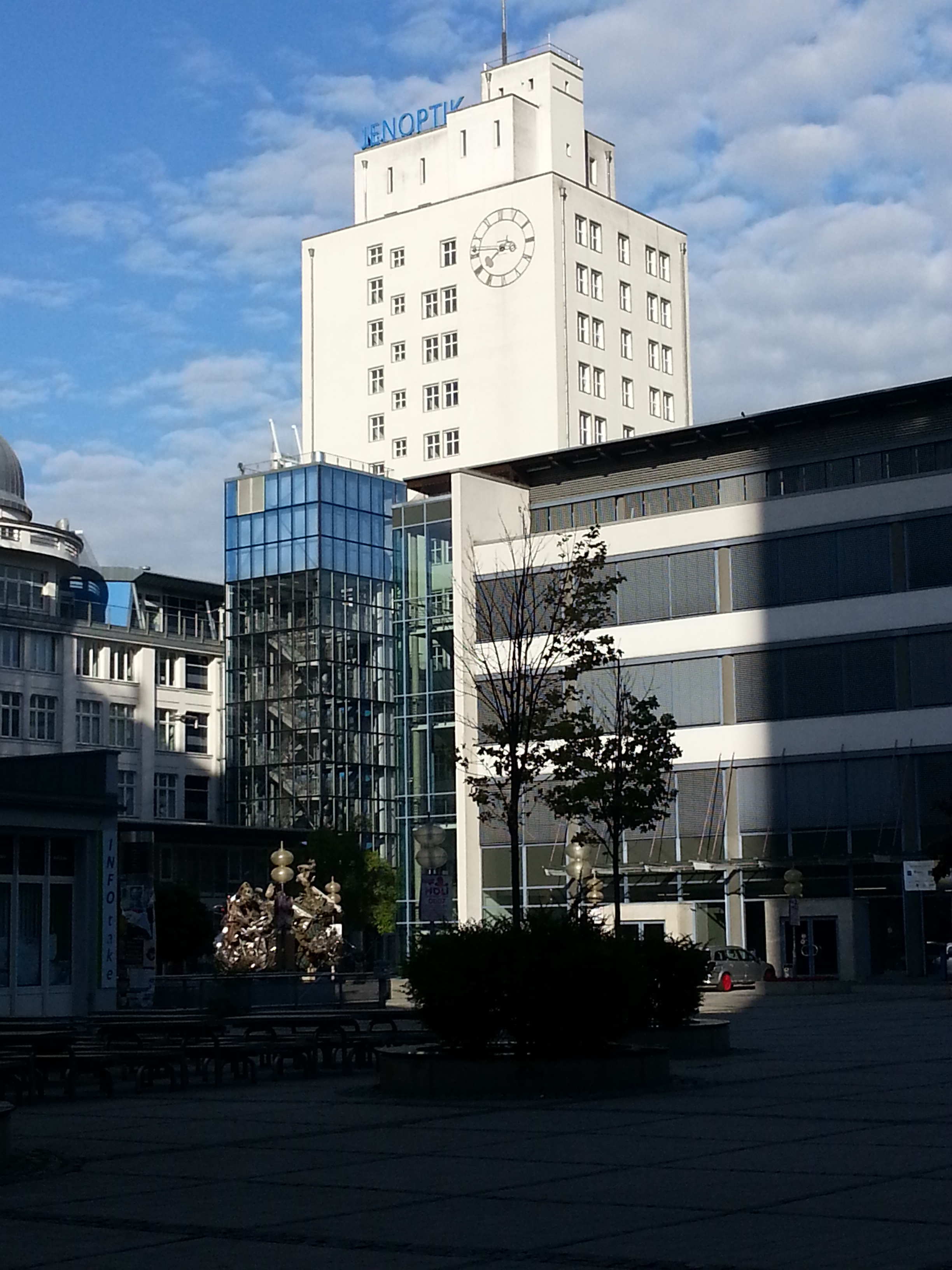
イエナオプティック本社（イェーナ Ernst-Abbe-Platz から撮影）。

- 1846年 - 創業者、カール・ツァイスがイェーナでレンズ工房を開設。メガネ、化学計測器、製図用具、望遠鏡、顕微鏡と事業の幅を広げる。[9]
- 1866年 - 物理学者のエルンスト・アッベが事業に加わる。[10]
- 1884年 - ガラス職人のオットー・ショットとアッベ、ツァイスによりJenaer Glaswerks Schott & Genossen (現在のショット) を設立。[11]
- 1888年 - カール・ツァイス死去
- 1889年 - アッベがツァイスの会社組織を財団化する。[12]
- 1900年 - アッベがカール・ツァイスの会社組織に老齢年金と全従業員の8時間労働制を導入する。[13]
- 1902年-1903年 - ツァイスにてリヒャルト・ジグモンディとヘンリー・ジーデントップ（英語版）による限外顕微鏡を発表。ジグモンディはその後1925年にノーベル化学賞を受賞する。[13]
- 1903年 - サッカーチーム Carl Zeiss Jena を設立（2022－2023シーズンはレギオナルリーガ・北東部（4部相当）に所属）。[14]
- 1904年 - ツァイスにてアウグスト・ケーラー（英語版）が紫外線顕微鏡を発表。[13]
- 1914年-1945年 - 第一次、第二次世界大戦では、ドイツ軍向けに多数の光学部品を提供。ライフルスコープ、Uボート向け潜望鏡、双眼鏡、（砲撃前に距離を正確に測定する）測距儀等で重宝される。双眼鏡に関しては、第二次世界大戦末までに軍用、民生用合わせて 226万台製造する。[15][13]
- 1921年 - 日本光学工業（現：ニコン）が8名のツァイス設計者を招聘。1932年の Nikkorブランドの発表につなげる。[13]
- 1923年 - ツァイスにてヴァルター・バウアースフェルト（英語版）が世界初のプラネタリウムを設計、製造。ミュンヘンのドイツ博物館に設置する。また、フリッツ・ゼルニケも位相差顕微鏡の原型を開発。ゼルニケはその後1953年にノーベル物理学賞を受賞する。[13]
- 1945年
  - 4月1日 – アメリカ軍がテューリンゲン州に侵攻。
  - 4月11日 - イエナから約30kmのブーヘンヴァルト強制収容所が解放、ここでも囚人によるツァイスの双眼鏡の製造が行われていた。
  - 4月13日 - アメリカ軍がイエナに入る、カール・ツァイスの工場も占拠される。
  - 5月9日 - ドイツ降伏
  - 6月 - 2月のヤルタ協定によりアメリカ軍は6月末のテューリンゲン州からの撤退を求められる。アメリカ軍はカール・ツァイスおよびショットの研究者・技術者のアメリカ占領区域への移送を決断。ソビエト軍がイエナに入る前に126人の従業員が、直線距離で260km 離れた西ドイツ・オーバーコッヘンへ強制連行される。前述のヴァルター・バウアースフェルト（英語版）と彼の家族も含まれる。
  - 7月 - ソビエト軍がイエナに入る。[13][16][17][18][19]

### 東ドイツ時代 (VEB Carl Zeiss Jena)

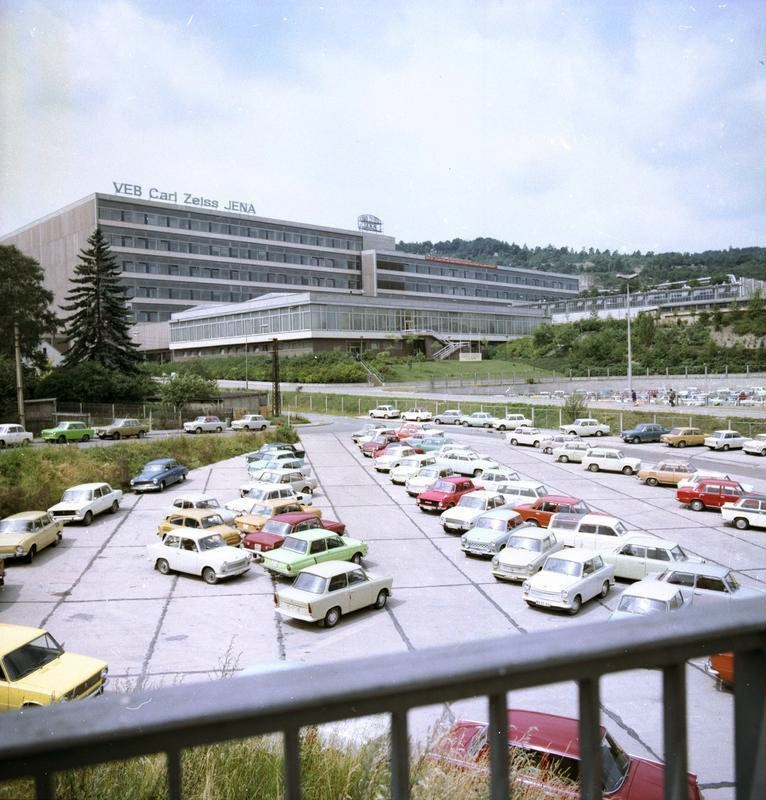
東ドイツ時代の人民公社(VEB)カール・ツァイス・イエナ

- 1946年　- 10月4日に西ドイツ・オーバーコッヘンにて Opton Optische Werke Oberkochen GmbH の設立。一方、10月22日には東ドイツ・イエナではソビエトによるイエナの工場の解体が決定、92%が解体される。約245名の従業員はソビエト・レニングラード（現：サンクトペテルブルク）へ強制連行され、ソビエトでの光学産業の設立に携わる。[15][19][20]
- 1947年 - 東ドイツ・イェーナにて VEB Carl Zeiss Jena の設立、戦前のツァイスの人事担当者だったヒューゴ・シュラーデ（ドイツ語版）が責任者に任命される。これにより、カールツァイスが東西ドイツで分裂。[19][21]
- 1953年
  - 3月 - 東西分裂後も互いの交流はあったが、3月には、過去に西ドイツ・オーバーコッヘンの従業員と共同作業に携わっていた東ドイツ・イエナの従業員15人がスパイとして逮捕される。東ドイツ政府により交流も打ち切る。[19][22]
  - 10月 - 西ドイツにてCarl Zeiss の商標が登録される。翌年より東西ドイツで Carl Zeiss のロゴで訴訟合戦が始まる。[22]
- 1954年 - VEB Carl Zeiss Jena にて製造された最初のプラネタリウムが、旧ソ連のスターリングラード（現：ヴォルゴグラード）に設置される。[13]
- 1955年 - 東ドイツ初のコンピュータ OPREMA が開発される。レンズ設計用に使われる。その後1961年には量産用コンピュータ ZRA 1 を発表する。[21]
- 1960年 - プラネタリウム Universal23/3 が明石市立天文科学館に設置される。現在も使用されている。なお、現在稼動しているプラネタリウム投影機の中では、日本で一番古いものである。[23]
- 1971年 - 18年に及ぶ係争を経て、"Zeiss（ツァイス）"の名前またはそれを含む企業ロゴの使用について2社の間で「ロンドン合意」が取り交わされる。お互い輸出の際、西ドイツのカール・ツァイスは東側諸国では "Opton" のロゴを使用。東ドイツのカール・ツァイスは西側諸国では "Jenoptik" "aus Jena" のロゴを使用することとなる。[22]
- 1975年 - ヴォルフガング・ビアマン（ドイツ語版）が責任者に任命される。1989年まで務める。彼はドイツ社会主義統一党の中央委員会のメンバーでもあった。[21]
- 1976年 - ソビエト連邦の衛星ソユーズ22号にマルチスペクトラルカメラ MKF 6 が採用になる。[21]
- 1980年 - スポーツ大会向けの距離、高さを測定する機器がモスクワオリンピックで採用になる。[13]
- 1981年 - サッカーチーム FC Carl Zeiss Jenaが、1981年の UEFA カップウィナーズカップで準優勝する。
- 1984年 - スポーツ大会向けの距離、高さを測定する機器がロサンゼルスオリンピックでも採用になる。[13]
- 1988年 - スポーツ大会向けの距離、高さを測定する機器がソウルオリンピックでも採用になる。[13]
- 1989年 - ベルリンの壁崩壊。その時点で VEB Carl Zeiss Jena は25拠点、60000人の雇用を抱えるまで成長していた。[19]

### 1990年代 (Jenoptik)
- 1990年
  - 9月 - ベルリンの壁崩壊後、東西ドイツが再度一つになり、VEB Carl Zeiss Jena も西側諸国への輸出で使用していたロゴ "Jenoptik" を入れた Jenoptik Carl Zeiss Jena に社名変更。[20]
  - 10月3日 - ドイツ再統一。
- 1991年
  - 6月 - Lothar Späth がCEOになる。[24]
  - 10月 - Jenoptik Carl Zeiss Jena の事業で、顕微鏡と一部の精密光学機器を（旧西ドイツの）Carl Zeiss に移管。残された事業（オプトエレクトロニクス、システム設計、精密機器）は、新たにJenoptik GmbHを設立しそちらへ移管。Jenoptik GmbH では10200人の雇用を確保。[24][25]
  - 12月 - 16000人を解雇。残りは待機となる。[24]
- 1992年 - 翌年の1993年までの間に、市中心部にあった戦前のカール・ツァイス、戦後の旧東ドイツカール・ツァイスの本社工場はイェーナ南部 Jena-Göschwitz に移転。イエナオプティック本社ビル以外の跡地には、エルンスト・アッベ広場 (Ernst-Abbe-Platz) を囲むようにフリードリヒ・シラー大学イェーナ（法学部、学生食堂、他）、ショッピングセンター (Goethe-Galerie)、ホテル (Steigenberger Esplanade)、オフィスビルが入居する。[26]
- 1994年 - 旧西ドイツの MEISSNER + WURST （現：M+W Group）を買収。その後2005年に売却。[25]
- 1996年　- 有限会社 (GmbH) から株式会社 (AG) へ変更。日本においても、レーザ輸入商社・カンタムエレクトロニクス（現：カンタム・ウシカタ）経由で半導体レーザの販売 （現在の医療・産業機器事業） を始める。[25]
- 1997年 - 旧西ドイツの ESW GmbH を買収。現在の防衛事業の大部分を占めることになる。[25]
- 1998年 – フランクフルト証券取引所に上場。[25]
- 1999年 - 旧西ドイツの Robot Foto und Electronic GmH を買収。現在の交通管理システム事業 (Traffic Solutions) の一部となる。[25]

### 2000年代
- 2000年 - 旧西ドイツの Hommelwerke GmbH を買収。表面測定器の大手であり、現在の測定器・計測システム事業の一部となる。[25]
- 2002年 – リヒテンシュタインのヒルティとの提携で、レーザ距離計の生産を始める。これにより2003年に合弁会社 HILLOS GmbH を設立。現在の光学部品・光学機器事業の一部となる。[25]
- 2003年
  - 6月 - Alexander von Witzleben がCEOになる。[27]
  - 12月 - 旧西ドイツの Lechmotoren GmbH を買収、パトリオットミサイル発射装置の電源メーカーであり、現在の防衛事業の一部となる。[28]
  - 12月 – 旧東ドイツの Wahl Optoparts GmbH を買収、ポリマーを使用した光学部品の大手であり、現在の光学部品・光学機器事業の一部となる。[25]
- 2005年 - 日本のカンタムエレクトロニクス（現：カンタム・ウシカタ）との合弁企業 JENOPTIK Japan （イエナオプティック ジャパン）を設立。[29]
- 2006年 - 旧東ドイツの PHOTONIC SENSE GmbH の大株主となる。光学部品用ゲルマニウム・シリコンブランク材のメーカーであり、現在の光学部品・光学機器事業の一部となる。[30]
  - 1月 – アメリカアラバマ州ハンツビルのMEMS Opticalを買収。グレースケールリソグラフィを使用した回折・屈折型マイクロオプティックスのメーカーであり、現在の光学部品・光学機器事業の一部となる。[31]
  - 7月 – フランスの Etamic SA を買収。測定器メーカーであり、現在の測定器・計測システム事業の一部となる。[30]
- 2007年
  - 7月 - Dr. Michael Mertin がCEOになる。[32]
  - 12月 - Epigap Optoelektronik GmbH を買収、現在の光学部品・光学機器事業の一部となる。[32]
- 2008年 - 非中核事業のLDT Laser Display Technology の株の 51% を Rheinmetall Defense に売却、XTREME Technologies GmbH の株の全てをウシオ電機に売却。[33]
- 2009年
  - 1月 – 中国のShanghai AES Auto Equipment を買収。中国での組み立て、調達機能を持つことになる。[34][35]
  - 3月 – イスラエルのDagesh との合弁企業 JENOPTIK OptiSys をイスラエルに設立。光学部品・光学機器事業の一部となる。[34][36]
  - 7月 - 韓国のTelstar-Hommel Corp. との合弁企業 JENOPTIK Korea を設立。[34][37]

### 2010年代
- 2010年 - 日本において、光学部品・光学機器事業 (Optical Systems) の販売を始める。
  - 2月 - イエナオプティックのRGBレーザ (WhiteLight laser) がバンクーバーオリンピックで採用される。[38]
  - 12月 - 宇宙事業を EADS 子会社 Astrium へ売却[38][39]
- 2011年 - 中国での活動を上海の現地法人に集約[40]
- 2012年 - ブラジルにて現地法人を設立[41]
- 2013年
  - 1月 - 防衛事業部 (Defense & Civil Systems) にてアメリカ海兵隊 (US Marine Corp) とターゲットロケータ（目標評定器）の開発契約を結ぶ。[42]
  - 1月 - オーストラリアの DCD Systems を買収。現在の交通管理システム (Traffic Solutions) 事業の一部となる。[43]
  - 5月 - 防衛事業部 (Defense & Civil Systems) が2012年度ボーイング・パフォーマンス・エクセレンス・アワード銀賞を受賞。３年連続の受賞となる。ボーイングには民間航空機向けに防氷装置、ヒーターを納品している。[44]
  - 6月 - 防衛事業部 (Defense & Civil Systems) がドイツのラインメタル (Rheinmetall) と550万ユーロの契約を結ぶ。携帯型目標評定器、40km ±5m で距離測定するレーザ距離計が含まれる。[45]
  - 9月 - 防衛事業部 (Defense & Civil Systems) がドイツの戦車レオパルト2 向けにミラーヘッドを納入する。路面が不安定な場所での走行中でも、砲手の視界の安定性の確保が可能となる。[46]
  - 10月 - 交通管理システム事業部 (Traffic Solutions) がオーストラリア・ニューサウスウェールズ州でのスピード監視カメラシステムの受注をする。[43]
- 2014年
  - 5月 - 日本において、防衛事業 (Defense & Civil Systems) の販売を始める。
  - 6月 - インドにて現地法人を設立[47]
  - 11月 - 防衛事業部 (Defense & Civil Systems) が韓国の現代ロテムを通してトルコ国鉄向けに124台の電源の受注をする。1台につき 80kVA の容量になり、鉄道車両の空調、照明の用途で使われる。[48]
  - 11月 - イギリスの Vysionics を買収。自動車ナンバー自動読取装置 (ANPR) の大手であり、現在の交通管理システム事業 (Traffic Solutions) の一部となる。[49]
- 2015年
  - 4月 - 防衛事業部 (Defense & Civil Systems) がレイセオン (Raytheon) よりパトリオットミサイル PAC-3 のレーダー、及びミサイル発射用電源の受注をする。[50]
  - 5月 - 光学部品・光学機器事業部 (Optical Systems) が顕微鏡カメラ PROGRES GRYPHAX® SUBRA を発売。USB3.0 に対応。[51]
  - 5月 - 防衛事業部 (Defense & Civil Systems) が2014年度ボーイング・パフォーマンス・エクセレンス・アワード銀賞を受賞。[52]
  - 5月 - 防衛事業部 (Defense & Civil Systems) にてユーロファイター・タイフーン向け（先端のレーダーを覆う）レドームの出荷が200台に達する。[53]
  - 8月 - 防衛事業部 (Defense & Civil Systems) がアメリカ海軍の輸送ヘリコプター CH-53E 向けに電源コントローラーの契約を結ぶ。[54]
  - 10月 - ノースロップ・グラマンが10月の合衆国陸軍協会 (Association of the United States Army :AUSA)の展示会にて小型の偵察車両ヘルハウンド(Hellhound)を発表。この車両に防衛事業部 (Defense & Civil Systems)のモーター機能付き120kW小型発電機 (Integrated Starter Generator: ISG)が採用となる。6.5tと軽量の車両に対し、100kVAの発電が可能となる。[55]
  - 9月 - 交通管理システム事業部 (Traffic Solutions) がオーストリアの高速道路会社 Autobahnen- und Schnellstrassen-Finanzierungs-Aktiengesellschaft (ASFINAG) よりスピード監視カメラシステムを受注する。[53]
- 2016年
  - 2月 - 医療・産業機器事業部(Healthcare & Industry)が2月のSPIE Photonics Westにて16Wのフェムト秒レーザを発表。[56]
  - 6月 - 防衛事業部 (Defense & Civil Systems) が2015年度ボーイング・パフォーマンス・エクセレンス・アワード銀賞を受賞。[57]
  - 10月 - 防衛事業部 (Defense & Civil Systems) が10月の合衆国陸軍協会 (Association of the United States Army :AUSA)の展示会にて小型レーザ距離計DLEM 20を発表。33gと小型、1コインサイズながら　5000m　を ±50cm で距離測定する。レーザクラス１対応。[58]
- 2017年
  - 1月 - 交通管理システム事業 (Traffic Solutions) が、イギリスの自動ナンバープレート認識 (ANPR) のソフトメーカー、Essa Technology を買収。[59]
  - 2月 - 防衛事業部 (Defense & Civil Systems) がパトリオットミサイル発射用電源、スペアパーツ、運用時の試験装置の追加受注をする。2016年から続く受注となる。[60]
  - 3月 - 防衛事業部 (Defense & Civil Systems) がポーランド陸軍のレオパルト2 戦車の近代化改修に参画、1000万ユーロの契約を獲得する。2020年までに17kW の補助動力装置 (Auxiliary Power Unit: APU) 126 台を ZM Bumar Labedy S.A. に、APU 7 台をラインメタル (Rheinmetall Defense AG) にそれぞれ納入する。 Rheinmetall Defense AG には砲塔システム用電動式スタビライザー（空間安定装置）10台も合わせて納入する。[61]
  - 5月 - Dr. Stefan Traeger がCEOに就任。初の旧東ドイツ出身の CEO となる。[1]
  - 6月 - 交通管理システム事業部 (Traffic Solutions) にてクウェートでのスピード違反取締り装置の納品を発表。2017年3月までに納品をすませる。中東ではオマーン、サウジアラビア、アラブ首長国連邦に続く納品先となる。[62]
  - 6月 - 防衛事業部 (Defense & Civil Systems) が2016年度ボーイング・パフォーマンス・エクセレンス・アワード銀賞を受賞。またレイセオン(Raytheon Integrated Defense Systems)からは4 starを受賞する。25年にわたるパトリオットミサイル発射装置向け電源システムの信頼性を評価される。約11000の納入業者から50社が4 starを受賞している。[63]
  - 8月 - 自動車産業事業部 (Automotive) で開発の3次元レーザー切断装置 (VOTAN BIM) のドイツの主要自動車メーカーの工場への納入が決まる。1000万ユーロの受注となる。自動車メーカー名は公開されていない。レーザー光がロボットアームの中を通るコンパクトな設計になっている。複数のロボットを使うことで、ガントリータイプと違い工場の設置スペースが少なくてもすむという利点がある。[64]
  - 9月 - 防衛事業部 (Defense & Civil Systems) がロンドンでの Defense and Security Equipment International (DSEI) にて小型レーザ距離計 DLEM 30, DLEM 45 を発表。DLEM 45 は 160g と小型ながら 17000m　を ±1m で距離測定する。レーザクラス１対応。[65]
  - 10月 - 防衛事業部 (Defense & Civil Systems) が10月の合衆国陸軍協会 (Association of the United States Army :AUSA) の展示会にて空冷、600A の直流発電機を発表。直径 23cm、奥行き 30cm、40kg と小型軽量である。[66]
- 2018年
  - 1月 - 光学部品・光学機器事業部 (Optical Systems) が、アメリカ・フリーモント (カリフォルニア州)に営業拠点を開設する。全社的にはアメリカでは６番目の拠点となる。[67]
  - 3月 - 交通管理システム事業部 (Traffic Solutions) にてカタールでのスピード違反取締り装置の受注契約を発表。地元のTelco社と組み、120台の装置を今年度中に納品する。[68]
  - 7月 - 自動車産業向け製造自動化ラインのシステムを手がけるカナダの Prodomax Automation Ltd. の買収を発表。イエナオプティックの 3D レーザー加工装置との組み合わせが期待される。[69]
  - 8月 - 医療・産業機器事業部 (Healthcare & Industry) が、ベルリン Adlershof にある半導体レーザー工場の拡張を発表。高出力半導体レーザーのバーの生産増強が見込まれる。[70]
  - 9月 - 2D / 3D の検査装置のメーカー、OTTO Vision Technology GmbH と OVITEC GmbH を買収。両社とも光学産業が集まるイエナにある。[71]
  - 9月 - イエナオプティックが、光学事業 (Photonics / Optoelectronics) への集中を打ち出す。それにより関連性が薄い防衛事業部 (Defense & Civil Systems) の戦車・ミサイル発射装置向け電源・発電機、航空部品の事業を新会社 (VINCORION) へ移管することを発表。2019年より実施。97年に買収した ESW、2003年に買収した Lechmotoren の事業であり、2017年の防衛事業の80%が対象となる。[72]
- 2019年
  - 4月 - 交通管理システム事業部 (Traffic Solutions) のスピード違反無人取り締まり装置 VECTOR SR が、イギリス内務省 (HOTA: Home Office Type Approval) の認可を受ける。イエナオプティックの自動ナンバープレート読み取り装置との併用が可能になる。[73]
  - 5月 - 東京ディズニーシーのアトラクション 「ニモ&フレンズ・シーライダー」が、2019年度の第25回ティア・アワード（Thea Awards）の優秀功績賞（Thea Awards for Outstanding Achievement）を受賞。光学部品・光学機器事業部 (Optical Systems) にて開発した投影レンズユニットが使われており、この受賞に大きく貢献する。3Dメガネをかけずに高画質の映像が楽しめるのが特徴。[74]
  - 7月 - アメリカ航空宇宙局(NASA)にて2020年7月に打ち上げ予定の火星探査車マーズ2020のカメラにイエナオプティックで開発した特注レンズが採用になる。火星の環境に合わせて、真空で-135°Cにも耐えられるようになっている。早ければ2021年2月にこのレンズを通したライブ映像が見られることになる。[75]
  - 10月 - 防衛事業部 (VINCORION) が手掛けるパトリオットミサイル発射装置用電源のアラブ首長国連邦への販売を予定していたが、このたびドイツ政府より輸出許可が出る。1000万ユーロ相当。2019年度中の出荷を予定する。[76]
  - 11月 - 光学部品・光学機器事業部 (Light & Optics) で開発した車載向け PM2.5センサが、自動車部品メーカー大手の Hella で採用になる。レーザー、レンズに高精度の5軸調整を兼ねた複合センサ。車内の空気、及び車外に排出する排気ガスから2.5μm以下の微小粒子状物質の検知に使われる。Hellaと2020年から9年間の長期契約を結ぶ。[77]
  - 11月 - 光学部品・光学機器事業部 (Light & Optics) で開発した900nm帯、275Wのモジュール型半導体レーザを発表。パッシブ冷却が採用されており、ハードパルス動作（約1秒間隔でレーザのオン／オフを繰り返す周期動作）と連続波（Continuous Wave:CW) の用途に対応。[78][79]

### 2020年代
- 2020年
  - 1月 - レンズ・レーザーを主とする光学事業 (Photonics / Optoelectronics) と関連性が薄い防衛向け機械部品・装置事業（戦車・ミサイル発射装置向け電源・発電機、航空部品の事業 - VINCORION) の売却を2019年より模索していたが、一転保有することを決める。[80]
  - 1月 - 自動車産業向け製造自動化ラインのシステムを手がけるスペインのINTEROBを買収。[81]
  - 3月 - 日本の現地法人（イエナオプティック ジャパン株式会社）が100%イエナオプティックの子会社となる。2005年の設立以来15年間横浜市のカンタム・ウシカタ社との合弁で続いていたが、このたびカンタム・ウシカタ社の持ち分を買い取ることになった。[82]
  - 3月 - 交通管理システム事業部 (Light & Safety) がアメリカ・カナダよりスピード違反取り締まり装置の受注をする。トータル2100万ドル相当。スピード計測、3Dでのレーダー追跡装置、ディープラーニングを使ったナンバープレート自動認識のソフトが備わった最新のカメラシステムになる。ビジョン・ゼロ（道路交通システムにおける死亡・重傷事故を最終的にゼロにするプロジェクト）の実現に貢献する目的も兼ねている。[83]
  - 4月 - ドイツの防衛産業大手、ラインメタルより赤外の光学部品の受注が決まる。特注で開発、2025年までの5年間の供給で数百万ユーロ相当。戦車向けに使用される。[84]
  - 5月 - 防衛事業部 (VINCORION)で手掛ける発電機とその制御装置が、アメリカ軍の戦車 (Infantry fighting vehicles) に採用になる。トータル730台、数千万ユーロ相当を2021 - 2025年に納品予定。[85]
  - 6月 - 防衛事業部 (VINCORION)がアメリカのレイセオン (Raytheon)よりパトリオットミサイル用の発電機の注文を受ける。1000万ユーロ相当。スペアパーツも含まれる。2021年3月までに納品予定。[86]
  - 7月 - TRIOPTICS GmbH（トライオプティックス）を買収。光学測定装置及び光学機器、精密計測機器メーカー。[87][88]
  - 9月 - 自動車産業事業部 (Light & Production) にてスペインの金属部品大手ゲスタンプ（ゲシュタンプ）より電気自動車向けのレーザでの切断、溶接によるセル生産設備を受注。ゲスタンプのドイツ工場向けに納品予定。[89]
- 2021年
  - 2月 - アメリカ航空宇宙局(NASA)にて2020年7月に打ち上げの火星探査車パーサヴィアランスが火星に着陸。これに搭載されているハザード回避カメラにイエナオプティックで開発した特注レンズが採用され、このレンズを通した画像が地球に送られてきた。[90]
  - 3月 - コロナウイルス・パンデミック後の初の決算（2020年1月 - 12月）を発表。2014年以来売り上げを伸ばしていたが、前年比 8.3% ダウンの7億6720万ユーロとなる。[91]
  - 4月 - 交通管理システム事業部 (Light & Safety) がミュンヘンの燃料電池メーカー、SFC Energy 社との業務提携を発表。道路に設置するスピード違反取締装置にSFC Energy社の燃料電池システムを組み合わせ、世界中のあらゆる場所で、送電網が発達していない、送電線がない場所でもスピード違反取締装置を設置できるのが特徴。電源が燃料電池なので発電の際に排気ガスも出ないことから環境にやさしいとしている。[92]
  - 7月 - 自動車工場向け測定器・計測システム事業部 (Light & Production) において、光学事業 (Photonics / Optoelectronics)と関連性が薄い事業をイタリアのマーポス社に売却。円筒研削盤で加工する際の測定コントロールシステム (Movolineシリーズ) で光学技術を必要としない事業になる。スイス、及びドイツ工場の従業員40人が転籍の対象となる。[93][94]
  - 9月 - ロンドンで開催されたDefence and Security Equipment International (DSEI)にて防衛向け小型レーザ距離計DLEM 17を発表。2016年発表のDLEM20よりさらに小型化、長距離測距を実現。25g、1コインサイズ（いちご・ぶどうサイズ）ながら 8000mまでの距離を 1m の誤差で距離測定する。1550nmのレーザーを使用、この波長はイメージインテンシファイアの暗視装置に映ることはなく、相手に気づかれることはないとしている。主な用途は無人飛行機・無人車両のジンバルへの取り付け、携帯型双眼鏡、ミサイル・機関銃などの管制装置、航空宇宙、等。レーザクラス１対応。[95][96]
  - 10月 - Berliner Glas Medical、及びSwissOptic の買収を発表。ドイツ独占禁止法規制当局の認可待ちだが、12月までに完了を目指すとしている。2社で1億3千万ユーロの売り上げがあり、その分の加算が見込まれる予定。両社とも半導体露光装置メーカーASMLの子会社Berliner Glasの一事業部であり、Berliner Glas Medicalは医療機器向け光学部品事業、SwissOpticは医療、半導体、測量機器向け光学部品、光学システム事業を展開している。[97][98][99]
  - 11月 - 防衛事業部 (VINCORION) の売却を発表。イギリスのプライベートエクイティファンド - STAR Capital Partnership LLP に対し規制当局の承認を得て2022年第2四半期までに完了させるとしている。2018年よりレンズ・レーザーを主とする光学事業 (Photonics / Optoelectronics)への集中を前提に、関連性が薄い機械部品・装置事業（戦車・ミサイル発射装置向け電源、鉄道車両向け電源、航空部品等)を別会社 (VINCORION) にし、売却先を探していた。[100][101]
- 2022年
  - 2月 - 測定器・計測システム事業部 (Light & Production) のシャフト測定器に関して、東京精密による日本国内での独占販売/サービスの提携を発表。東京精密のブランド Shaftcom でOEM供給。（東京精密は2021年10月に本提携を発表済み）[102][103]
  - 7月 - ウズベキスタンにて移動型、静止型のスピード違反取り締まりシステムを新たに150台新たに受注。ターン禁止箇所、走行レーン変更禁止箇所で違反した車両の検知機能が今回追加されている。ウズベキスタンでは2018年よりすでに200台以上スピード違反取り締まりシステムを納入している。[104]
- 2023年
  - 4月 - 交通管理システム事業部 (Smart Mobility Solutions) がオーストラリア・ビクトリア州の司法・地域安全省と3年契約、数千万ユーロの契約を結ぶ。携帯電話のながら運転、シートベルト非着用を高画素で24時間、365日撮影可能な移動型カメラシステム。2年の延長契約のオプションも含まれる。[105]
- 2024年
  - 3月 - 交通管理システム事業部 (Smart Mobility Solutions) がエクアドルに120台のスピード違反取締システムとそのサービスで12年契約を結ぶ。アメリカ、メリーランド州プリンスジョージズ郡にも66台のシステムを納入。[106][107]

## 主な事業・開発製造拠点・製品

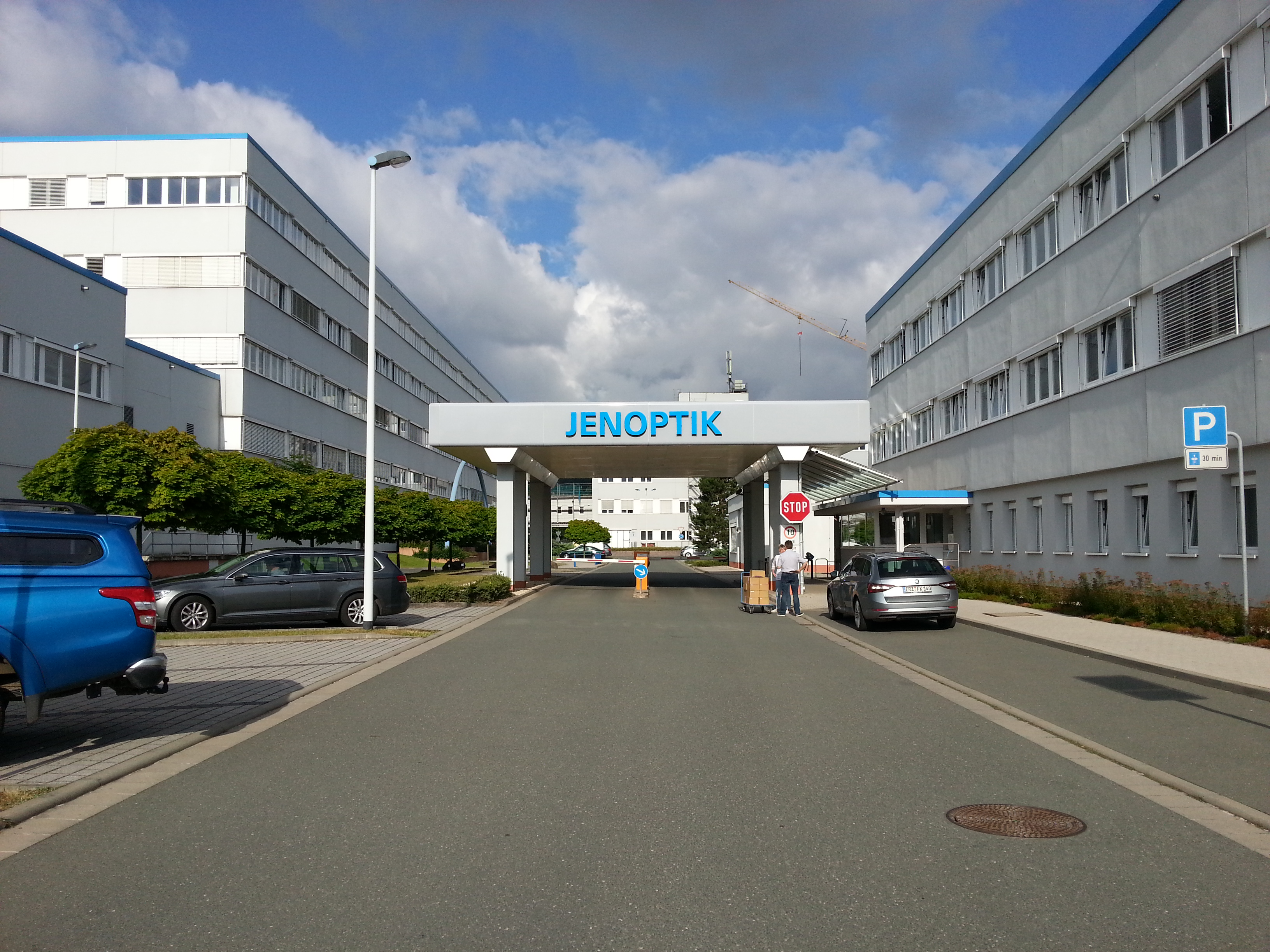
イェーナ Jena-Göschwitz （Pruessingstrasse から撮影）

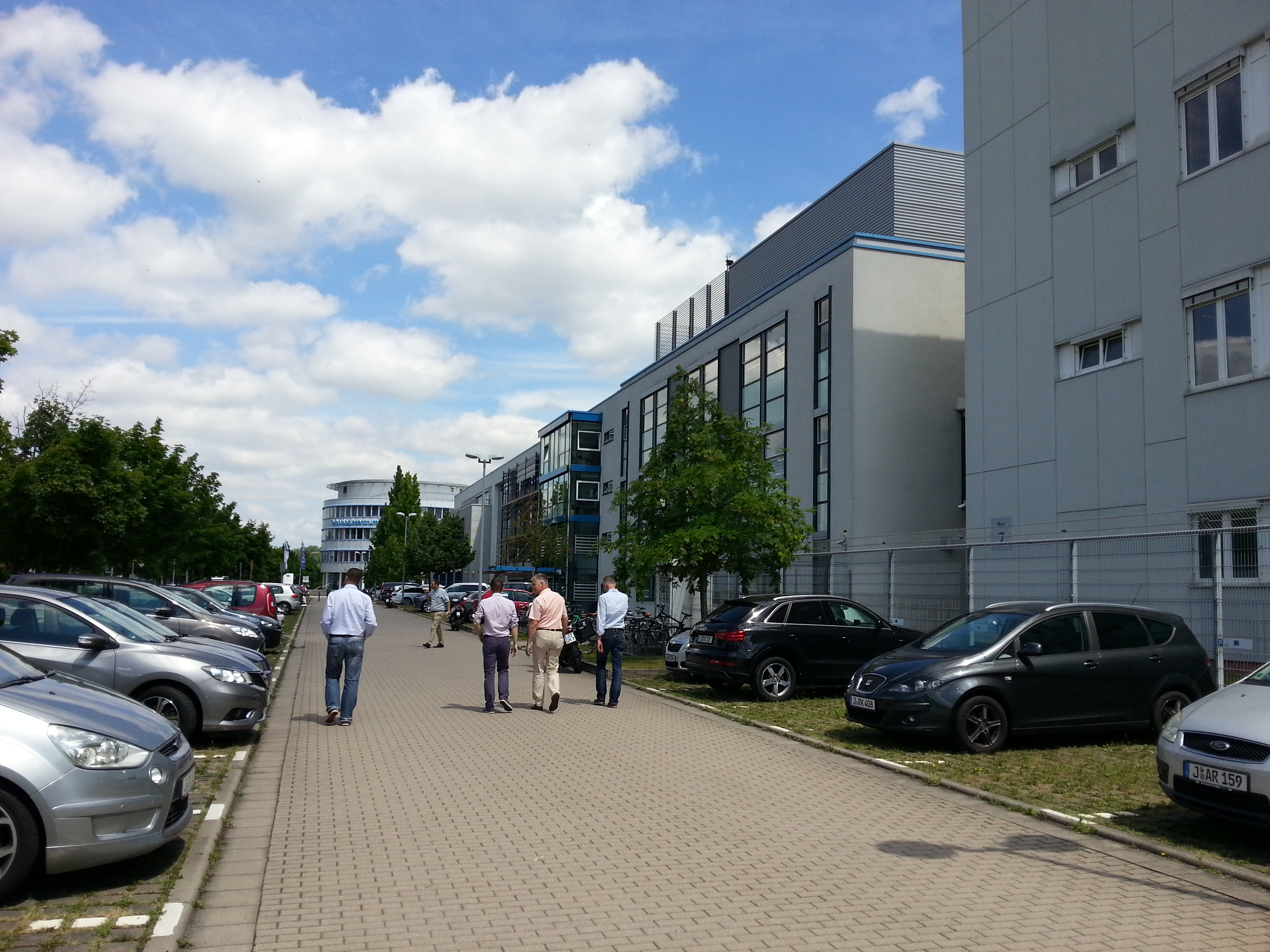
イェーナ Jena-Göschwitz （Göschwitzer Strasse から撮影）

Advanced Photonic Solutions（光学部品・光学機器事業）
ベルリン、ドレスデン、イェーナ、トリップティス、ヴェーデル、
- DUVからFIRの領域に対しての光学部品、カスタマイズ品
- 半導体製造装置向けビーム整形用回折・屈折・反射型マイクロオプティックス
- 眼科、皮膚科、医療用レーザ
- 顕微鏡用カメラ
- 車載用ヘッドアップディスプレイ向け光学モジュール
- 先進運転支援システム向けレンズ
- マシンビジョン向けレンズ
- AR（拡張現実）向けレンズ
- LED照明モジュール
- 赤外サーモグラフィカメラ
- レーザー距離計

Smart Mobility Solutions（交通管理システム）
モンハイム アム ライン
- 交通管理システム向け部品、カメラ、センサ
- 赤信号監視カメラ、スピード監視カメラ、自動車ナンバー自動読取装置 (ANPR / ALPR)
- 管理システム導入までのサービス
- オペレータ向けソフトウェア

Non-Photonic Portfolio Companies（自動車産業向け計測システム、自動化システム）
シュヴェニンゲン
- 光学式、空圧式、接触式での高精度計測機器
表面粗さ、輪郭の測定
形状測定
オプティカルシャフト測定
寸法測定
インプロセス測定
（販売後の）アフターサービス
- 高効率、精細、安全な3D レーザ加工機システム
切断、溶接、穴あけ　（プラスチック、金属、革製品、半導体材料向け）
排気浄化装置　（産業用途）

## 日本法人
イエナオプティックジャパン株式会社（所在地：〒222-0033 神奈川県横浜市港北区新横浜2-3-8 KDX 新横浜ビル2階）